# Щеврик американський
Щеврик американський (Anthus rubescens) — вид горобцеподібних птахів родини плискових (Motacillidae).

## Поширення
Птах гніздиться на півночі Північної Америки та в Північній Азії. На зимівлю азійська популяція мігрує на південь Китаю, до Індокитаю та Гімалаїв, а американська популяція — на південь США та до Центральної Америки. Середовищем розмноження птаха є тундра, а поза сезоном розмноження він трапляється на відкритих ділянках з негустою рослинністю.

## Підвиди
- A. r. rubescens (Tunstall, 1771) — гніздиться в північній Канаді на схід до Гренландії та північному сході США, зимує в Центральній Америці.
- A. r. pacificus (Todd, 1935) -гніздиться в тихоокеанських Кордильєрах від Аляски до Орегону, зимує в західній Мексиці.
- A. r. alticola (Todd, 1935) — гніздиться в Скелястих горах від півдня Британської Колумбії до Каліфорнії, зимує в Мексиці.
- A. r. japonicus Temminck & Schlegel, 1847 — азійська популяція.